# Заріччя (лісовий заказник, Львівська область)
Зарі́ччя — лісовий заказник місцевого значення в Україні. Розташований у межах Самбірського району Львівської області, біля східної околиці села Старява.
Площа 1,5 га. Статус присвоєно згідно з рішенням Львівської обласної ради від 19.11.2019 року № 931. Перебуває у віданні Старосамбірське ДЛГП «Галсільліс» (Хирівське лісництво, кв. 21, вид. 2).
Статус присвоєно для збереження цінної медоносної бази, осередку поширення лікарських рослин, а також для охорони типових для хвойно-широколистяних низькогірних ландшафтів лісових екосистем.